# Fòcida
|  | No s'ha de confondre amb Focea. |

La Fòcida (grec antic: Φωκίς, llatí: Phocis) era una regió de l'antiga Grècia, limitada al nord per la Dòrida, al nord-est pels locris epicnemidis i opuntis, al sud-est per Beòcia, a l'oest pels locris ozolis i al sud pel golf de Corint. Incloïa, durant un període de la seva història, un port a la mar d'Eubea anomenat Dafnunt, enclavament entre els epicnemidis i els opuntis, segons Estrabó.
Els seus habitants eren els focis, i pertanyien al grup dels grecs nord-occidentals o doris septentrionals.

## Descripció
La Fòcida era un país muntanyós, ocupat principalment per les muntanyes del Parnàs, que descendien fins al golf de Corint vora la ciutat de Cirra. La fèrtil vall de Crissa al sud s'estenia fins al golf de Corint. Entre el Parnàs i les muntanyes de Lòcrida corria el riu Cefís, que tenia algunes valls estretes però fèrtils. Els altres rius eren el Pleitos, que passava per Delfos, i l'Heraclios, que desaiguava al golf prop de Bulis.

## Història
Es diu que la Fòcida estava habitada per diverses tribus abans de l'aparició dels hel·lens. Segons Tucídides i Estrabó, entre els primers habitants hi hagué els lèleges, que, segons Pausànias, van ser expulsats pels flegieus d'Orcomen. El seu nom derivava, segons la llegenda de Focos, fill d'Ornítion i net de Sísif de Corint, que més tard es va confondre amb Focos, fill d'Èac. De la llegenda es desprèn que els focis eren considerats una barreja d'aqueus i eolis. Els focis van ser presents a la guerra de Troia dirigits per Epístrof i Esquedi, fills d'Ífit, rei de la Fòcida, diu Homer a la Ilíada. Es deia que la ciutat de Focea, a l'Àsia Menor, havia estat fundada per colons focis (i d'aquí el nom de Focea, grec antic: Φώκαια).
La importància de la Fòcida derivava del temple i l'oracle de Delfos, que inicialment pertanyia als focis. Després els doris se'n van apropiar i es van desvincular dels focis, i així en temps històrics existia una confrontació entre doris i focis per aquest tema. Els focis mai van renunciar a l'oracle, i l'any 450 aC, la ciutat i el temple estaven novament a les seves mans. Els lacedemonis van enviar un exèrcit per tornar la ciutat a mans dels doris, però quan l'exèrcit espartà va marxar, els atenesos van entrar a la Fòcida i van tornar l'oracle als focis, diu Tucídides.
Els focis vivien en petites ciutats a banda i banda del riu Cefís, i van formar una confederació que es reunia en un edifici anomenat Focicum prop de Daulis. Van mantenir la seva independència davant dels tessalis, que abans de les guerres Mèdiques els havien volgut sotmetre, però els van derrotar més d'un cop, principalment a la batalla de Hiàmpolis. Quan els perses dirigits per Xerxes van envair Grècia els tessalis es van venjar i van conduir als perses a Fòcida, que van destruir dotze ciutats fòciques. Els habitants es van poder escapar a les muntanyes del Parnàs o cap al territori dels ozolis, diu Heròdot, d'on van atacar a l'exèrcit persa. Alguns focis fets presoners van ser obligats a servir a l'exèrcit de Mardoni.
A la guerra del Peloponès els focis van ser uns ferms aliats dels atenencs. Al tractat de la Pau de Nícies es va estipular expressament que Delfos seria independent i des de llavors el temple va estar en mans dels habitants de Delfos com a lloc independent fins a la guerra sagrada.
Després de la batalla de Leuctra l'any 371 aC els focis van quedar sota l'hegemonia de Tebes, segons Xenofont, però es van retirar de l'aliança tebana a la mort d'Epaminondes i Tebes en revenja va fer condemnar als focis per Lliga Amfictiònica a pagar una forta multa per haver cultivat la plana de Crissa l'any 357 aC, considerat territori sagrat, originant la guerra sagrada. Tot el territori de la Fòcida va ser consagrat a Apol·lo com ho havia estat la ciutat de Crissa dos segles abans. Els focis es van preparar per resistir i van ser persuadits per Filomel, un dels seus ciutadans principals, d'apoderar-se del temple de Delfos i apropiar-se dels seus tresors per a la seva defensa. Filip II de Macedònia va ser nomenat estrateg de la Lliga Amfictiònica i va derrotar finalment els focis. La Lliga va estendre la seva venjança sobre els focis. Va decretar que totes les ciutats de la Fòcida, en total vint-i-dues, menys Abes havien de ser destruïdes i els habitants establerts en petits llogarets amb un màxim de 50 cases cadascun, i que haurien de pagar una indemnització de cinquanta talents pels tresors arrabassats a Delfos, en pagaments anyals. Els dos vots que tenien al consell amfictiònic es van concedir a Macedònia, segons Diodor de Sicília.
Els focis, però, van reconstruir algunes de les seves ciutats amb ajut atenenc i dels tebans, els seus antics enemics, ara aliats a Atenes contra Macedònia. Els focis van lluitar contra Macedònia a la batalla de Queronea. Més tard van lluitar aliats a Grècia a la guerra de Làmia i també van resistir als gàlates que havien envaït el país quan van intentar saquejar Delfos.
El 146 aC els romans van sotmetre la Fòcida i la van unir a Etòlia.

## Ciutats principals de Fòcida[1]
- Elatea
- Abes
- Drimea
- Erocos
- Titronion
- Tritea
- Hiàmpolis
- Lilea
- Caradra
- Amficiea
- Ledó
- Neó, després Titòrea
- Parapotàmios
- Daulis
- Panope
- Traquis
- Licorea
- Delfos
- Crissa
- Anemoria
- Ciparíssia
- Cirris
- Mèdion
- Anticira
- Ambrisos
- Maratos
- Estiris
- Fligònion
- Bulis (amb el port de Mikos)
- Lidorícion